# فانتاسي ستار 2
فانتاسي ستار 2 (بالإنجليزية:Phantasy Star II)؛ باليابانية:ファンタシースターII 還らざる時の終わりに) لعبة فيديو من تطوير ونشر سيجا وتم إصدارها لأول مره في اليابان في 21 مارس 1989 وفي أمريكا الشمالية وأوروبا عام 1990 وتعمل على عدة منصات منها ميجا درايف وبلاي ستيشن 2 وغيرها.

## روابط خارجية
- فانتاسي ستار 2 على موقع IMDb (الإنجليزية)